# San Simon (Pampanga)
San Simon is een gemeente in de Filipijnse provincie Pampanga op het eiland Luzon. Bij de laatste census in 2007 had de gemeente ruim 48 duizend inwoners.

## Geografie

### Bestuurlijke indeling
San Simon is onderverdeeld in de volgende 14 barangays:
| - Concepcion - De la Paz - San Agustin - San Isidro - San Jose - San Juan - San Miguel | - San Nicolas - San Pablo - San Pablo Libutad - San Pedro - Santa Cruz - Santa Monica - Santo Niño |

## Demografie
San Simon had bij de census van 2007 een inwoneraantal van 48.050 mensen. Dit zijn 6.797 mensen (16,5%) meer dan bij de vorige census van 2000. De gemiddelde jaarlijkse groei komt daarmee uit op 2,13%, hetgeen hoger is dan het landelijk jaarlijks gemiddelde over deze periode (2,04%). Vergeleken met de census van 1995 is het aantal mensen met 12.576 (35,5%) toegenomen.

De bevolkingsdichtheid van San Simon was ten tijde van de laatste census, met 48.050 inwoners op 57,37 km², 618,3 mensen per km².